# Legione Ebraica
La Legione Ebraica (in inglese Jewish Legion, in ebraico הגדודים העבריים‎?) fu il nome assegnato a cinque battaglioni (numerati dal XXXVIII al XLII) dei Royal Fusiliers dell'esercito britannico, composti interamente da volontari ebrei, che operarono durante la prima guerra mondiale.

## Storia
Fondata nel 1915 dagli attivisti sionisti Iosif Trumpeldor e Ze'ev Jabotinskij come Zion Mule Corps (corpi di mulettieri di Sion), la Legione Ebraica fu schierata durante la prima guerra mondiale sul fronte medio-orientale contro l'Impero ottomano, prendendo parte alla campagna di Gallipoli (1915-1916) e, in seguito, alla campagna del Sinai e della Palestina (1917-1918).
Composti inizialmente da volontari provenienti dall'Egitto (ove erano stati deportati dai Turchi), i cinque battaglioni della Legione inclusero, in seguito, anche ebrei provenienti dal Regno Unito, dalla Russia, dagli Stati Uniti, dal Canada e dalla Palestina.
Comandante della Legione Ebraica fu l'anglo-irlandese protestante John Henry Patterson; Trumpeldor fu comandante in seconda, mentre Jabotinskij servì come ufficiale.
Dopo la vittoria alleata nella prima guerra mondiale e la liberazione della Palestina dall'Impero ottomano, gran parte dei reduci della Legione Ebraica lasciarono l'esercito britannico; molti di loro rimasero in Palestina, unendosi alla nascente Haganah. Quanti decisero di rimanere nell'esercito britannico, invece, furono inquadrati in un unico battaglione, chiamato "First Judeans" (Primo battaglione Giudei).

## Membri rilevanti
- Iosif Trumpeldor, fondatore della Legione Ebraica, già ufficiale dell'esercito russo ed attivista sionista;
- Ze'ev Jabotinskij, fondatore della Legione Ebraica e attivista sionista;
- John Henry Patterson, comandante della Legione Ebraica;
- David Ben Gurion, primo ministro di Israele;
- Itzhak Ben-Zvi, secondo presidente di Israele;
- Eliyahu Golomb, fondatore dell'Haganah;
- Levi Eshkol, primo ministro di Israele;
- Yaakov Dori, primo capo di stato maggiore delle forze di difesa israeliane (IDF).

## Galleria d'immagini

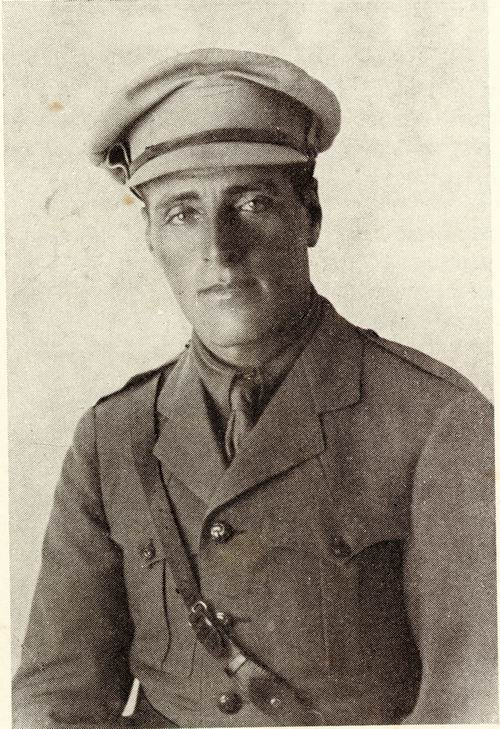
Iosif Trumpeldor
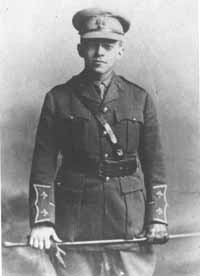
Ze'ev Jabotinskij
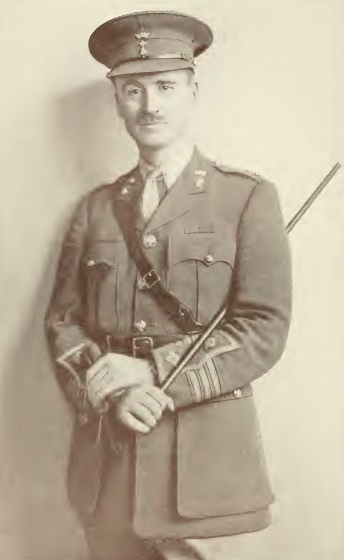
John Henry Patterson
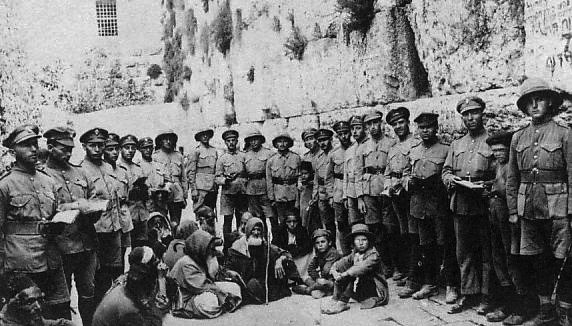
Soldati della Legione Ebraica davanti al Muro del Pianto dopo la presa di Gerusalemme (1917)
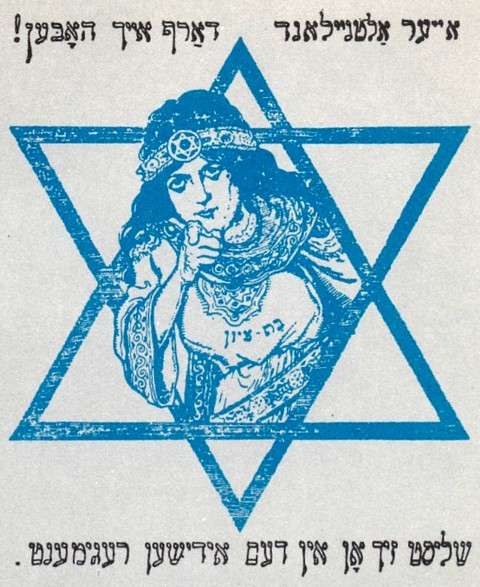
Manifesto di propaganda per l'arruolamento, pubblicato negli USA durante la prima guerra mondiale
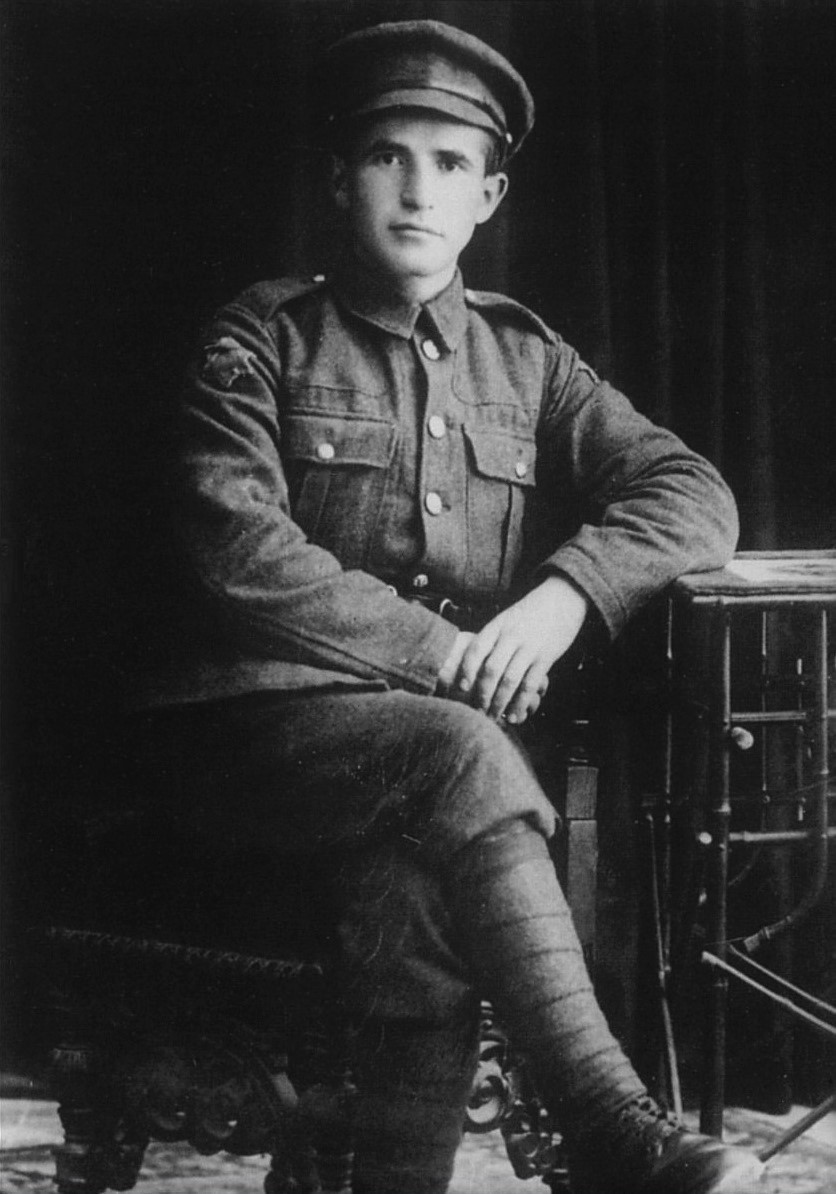
Il futuro primo ministro di Israele David Ben Gurion, con l'uniforme della Legione Ebraica
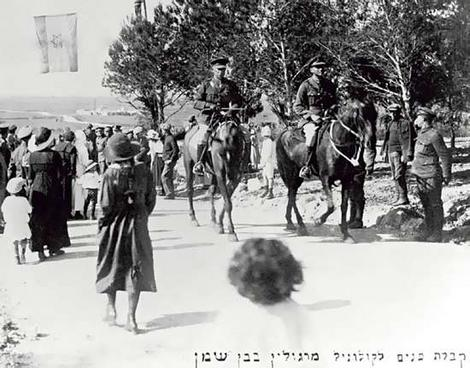
Il XXXIX battaglione entra nel moshav di Ben Shemen
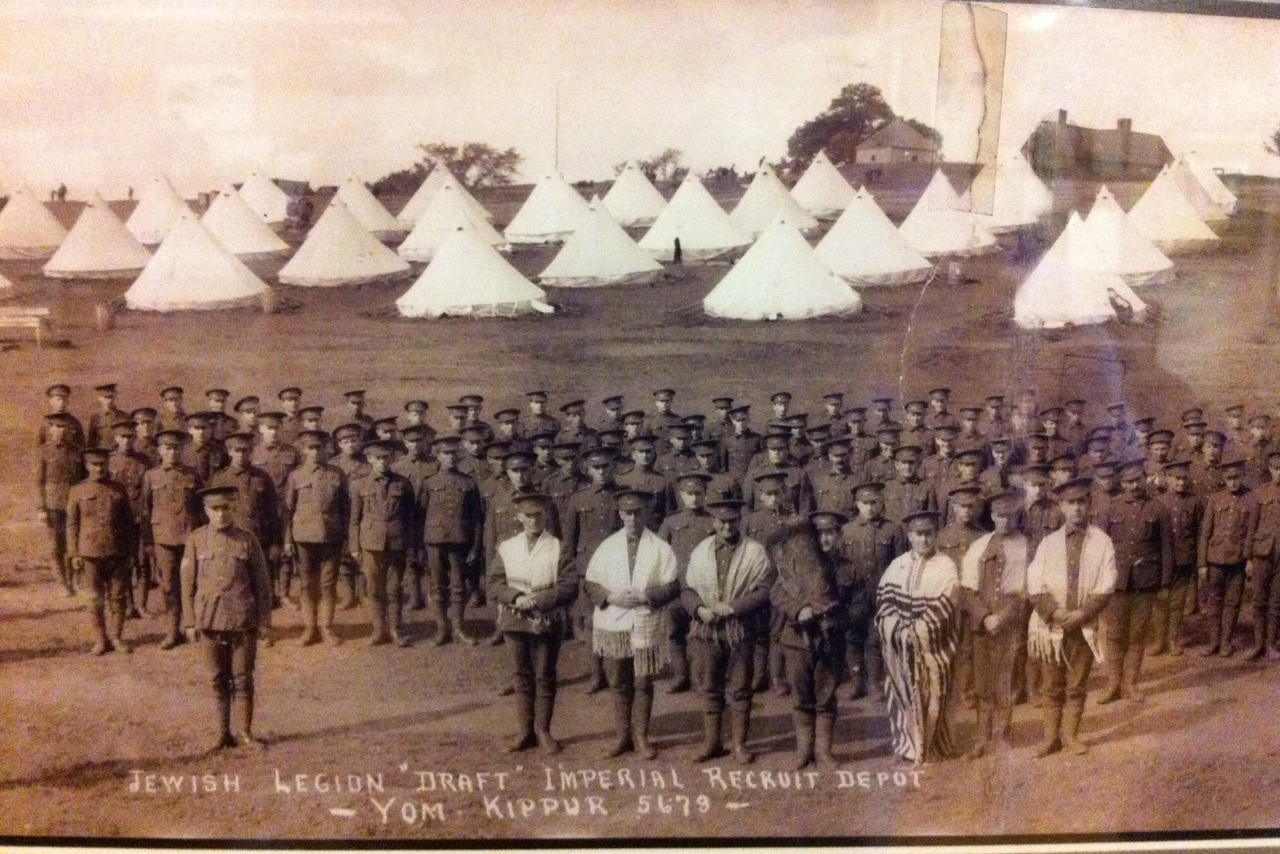
Soldati della Legione Ebraica al campo di Fort Edward (Windsor, Canada), nel giorno dello Yom Kippur del 1918
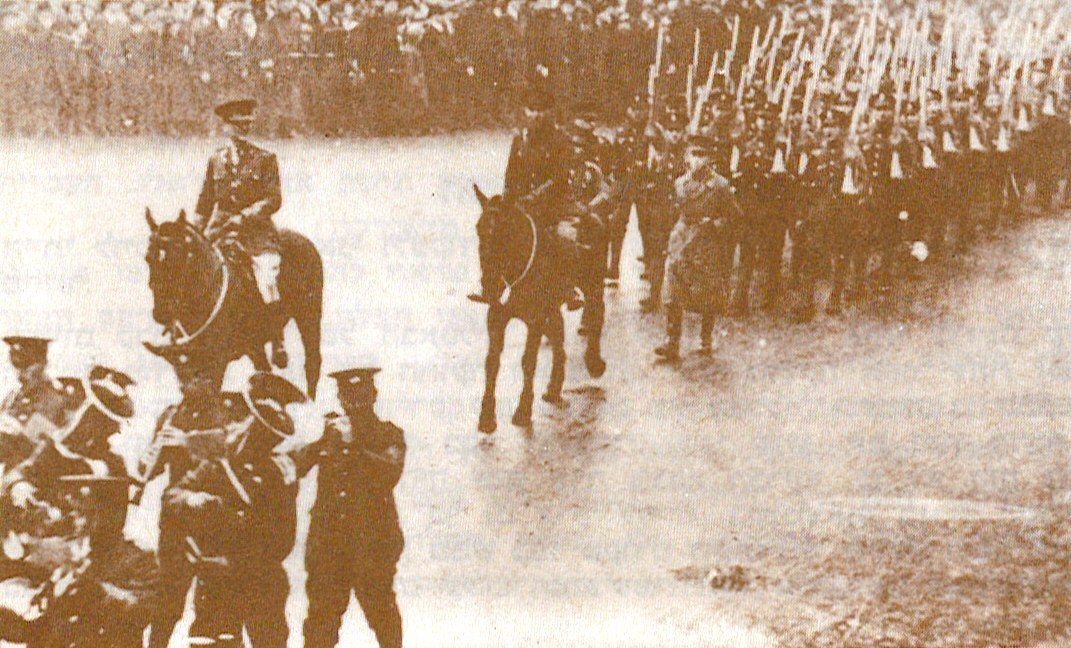
La Legione Ebraica in parata a Londra (22 febbraio 1918)
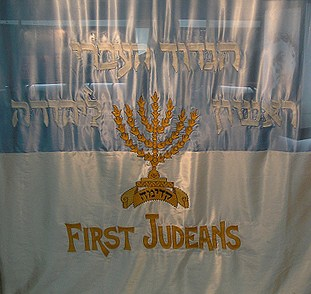
Bandiera del "First Judeans"